# Acropora muricata
Acropora muricata is een rifkoralensoort uit de familie van de Acroporidae. De wetenschappelijke naam van de soort werd voor het eerst geldig gepubliceerd door Jean-Baptiste de Lamarck.

## Galerij

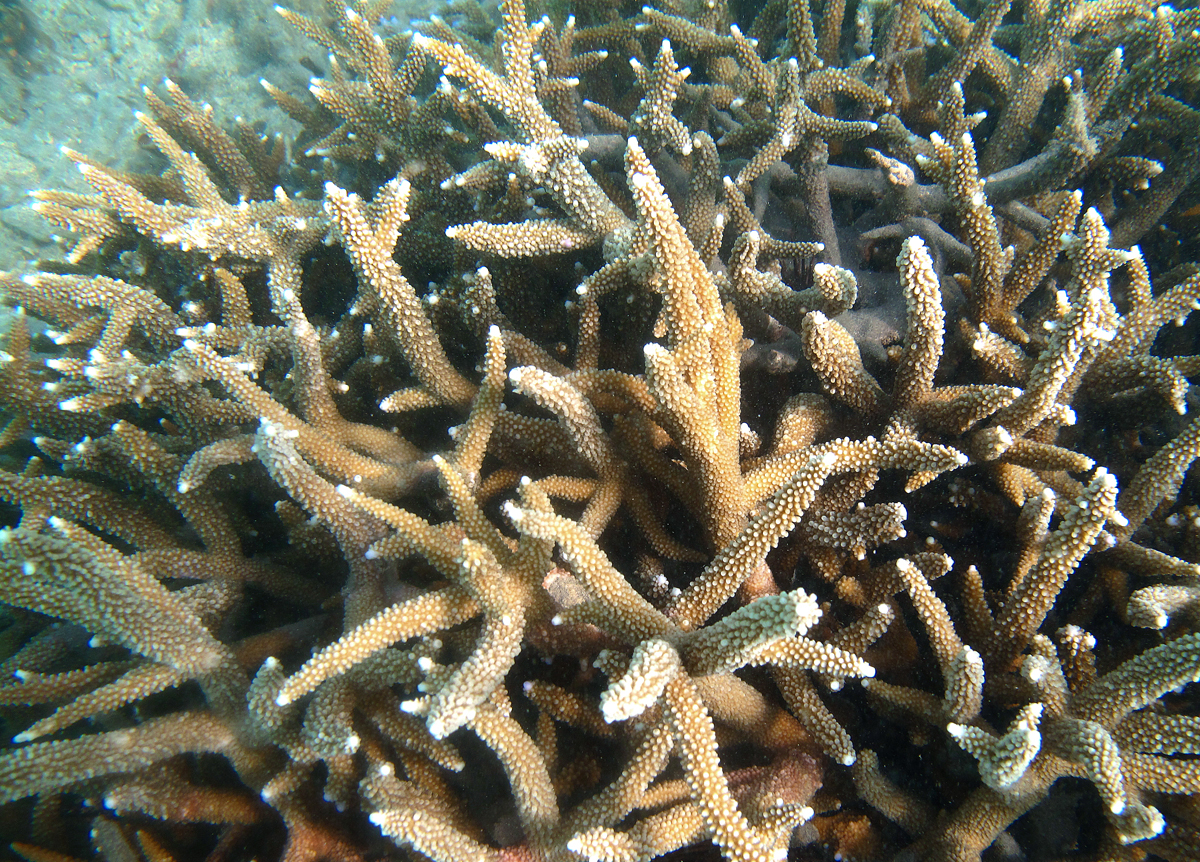
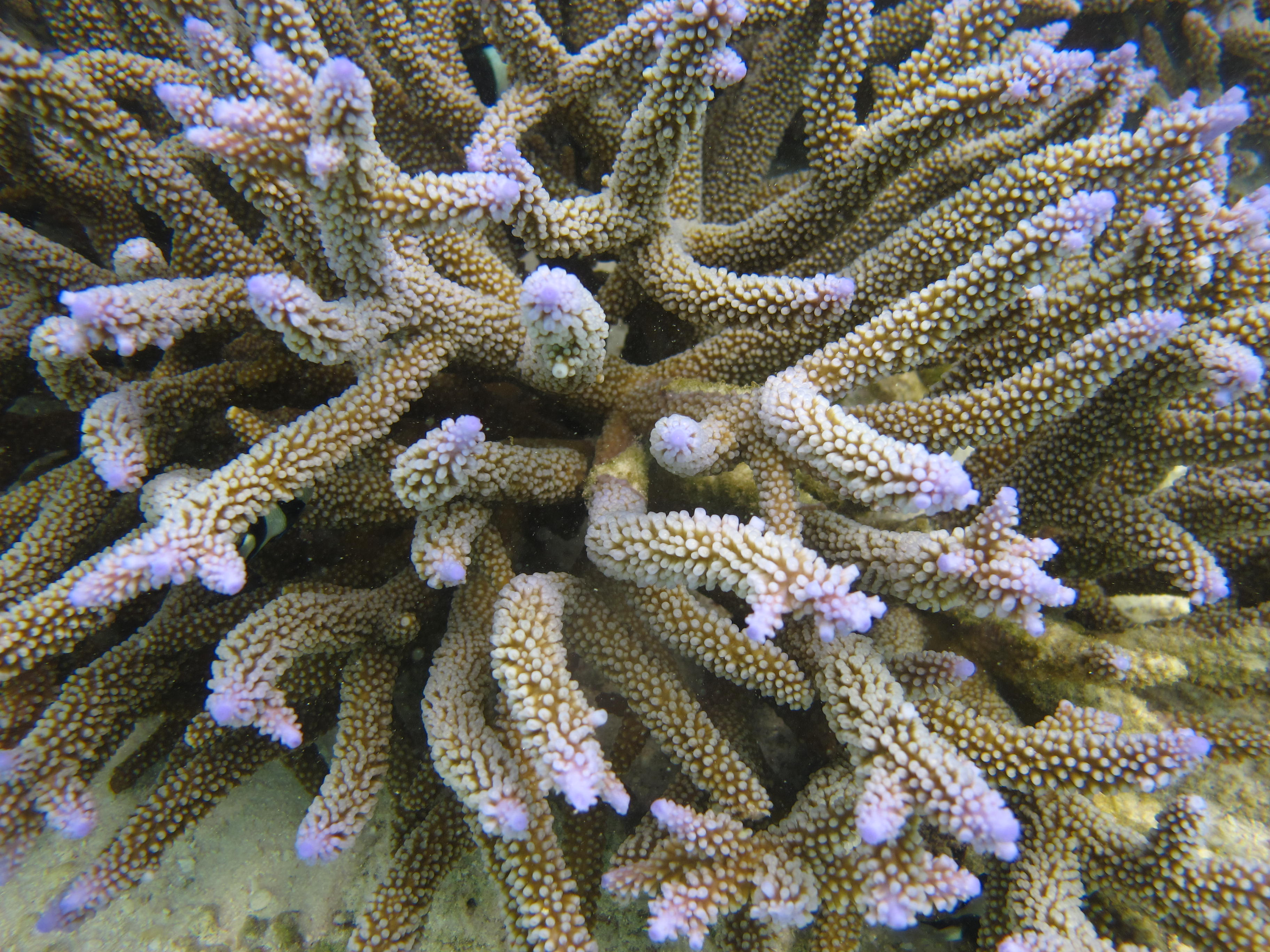